# Castro de Santa Comba
El castro de Santa Comba es un yacimiento arqueológico de un castro costero situado en la isla de Santa Comba (Ferrol, España), formada actualmente por tres pequeños islotes, con orientación NO-SE. Sobre la isla central, la de mayor tamaño, se encuentra la ermita de Santa Comba, cuya referencia más antigua de su advocación a Santa Comba se sitúa en 1110.

## Descripción

Dibujo de una tortera del de la era actual o I antes de la actual. Con la inscripción Rebe trasanci Avge.

En el año 2002 la universidad de la Coruña y el CSIC iniciaron la primera intervención arqueológica en la isla de Santa Comba, datando los restos encontrados entre el siglo III a. C., en la II Edad del Hierro, y el siglo I d. C., durante la romanización. Las tres islas, presumiblemente, formaban una península unida a tierra y tienen una longitud total de 320 metros y una anchura máxima de 110 metros. En 2006 se realizó una segunda campaña de excavaciones y en 2010 se realizaron la prospección geofísica, un estudio geomorfológico del entorno y el levantamiento topográfico. Allí se encontró lo que pudo haber sido un taller siderúrgico para trabajos con hierro de probable uso doméstico.
El 15 de octubre de 2001 André Pena Graña encontró en las cercanías una especie de tortera datada en el siglo I de unos 4 centímetros de diámetro, con una inscripción dedicada a Reva: Rebe trasanci Avg[Vst]e, (traducida como "Para Reva trasanciuca", de la «Tierra de Trasancos»), existiendo desacuerdos y polémica en cuanto a su origen y significado. Esta inscripción haría referencia a la Tierra de Trasancos, organización territorial nacida durante la cultura castreña.

## Accesos
El acceso a la isla central, que es la de mayor tamaño y en la que se encuentra la ermita de Santa Comba, solo es posible en marea baja.